# The Border Legion
The Border Legion er en amerikansk stumfilm fra 1924 af William K. Howard.

## Medvirkende
- Antonio Moreno som Jim Cleve
- Helene Chadwick som Joan Randle
- Rockliffe Fellowes som Kells
- Gibson Gowland som Gulden
- Charles Ogle som Harvey Roberts
- Jim Corey som Pearce
- Eddie Gribbon som Blicky
- Luke Cosgrave som Bill Randle